# Secondhand Serenade
Secondhand Serenade è un progetto emo-pop/rock partito dall'idea del cantautore, chitarrista e pianista John Vesely, originario della cittadina di Menlo Park, California.
Dopo aver registrato e pubblicato indipendentemente l'album acustico Awake nel 2005, Vesely firma per la Glassnote Records nel 2007, con cui pubblica una riedizione di Awake e, nel 2008, il suo primo album con una band completa, intitolato A Twist in My Story. Fall for You, il primo singolo estratto dall'album, ottiene un enorme successo negli Stati Uniti e contribuisce alla crescita della popolarità del cantante. Nel 2010 vede la luce il suo terzo album di inediti, Hear Me Now, l'ultimo pubblicato con la Glassnote. Nel 2012 Vesely decide infatti di ritornare a fare musica in via indipendente e, abbandonata l'etichetta, inizia a lavorare a un nuovo album, intitolato Undefeated e pubblicato nel 2014.

## Storia del gruppo

### Gli inizi
John Joseph Vesely (Menlo Park, 5 febbraio 1982) cresce nella zona della San Francisco Bay ed entra subito a stretto contatto con la musica, dato che il padre è un immigrato ceco con alle spalle oltre venti anni di carriera da musicista jazz, avvicinandosi alla musica all'età di 12 anni, anche se già da prima prendeva lezioni di piano e sassofono dal padre. Trascorre 8 anni a suonare come primo strumento il basso nelle band locali, spaziando tra i generi più disparati, dallo ska al rock e al pop.

### La nascita del progetto (2004-2006)
Dopo aver suonato il basso per anni, decide di optare per la chitarra acustica, cominciando a scrivere le proprie canzoni in seguito all'incontro con la futura moglie Candice.
Il nome del progetto, Secondhand Serenade, deriva dal modo in cui Vesely scrive le sue canzoni come "serenate" per la moglie e dal fatto che le persone si stanno abituando ad ascoltare sempre più canzoni di "seconda mano".
Nel 2005 Vesely realizza il suo album di debutto intitolato Awake. L'album viene promosso attraverso la sua pagina di MySpace e con diversi spettacoli in vari locali. Inizialmente i CD sono pagati attraverso ordini postali con carta di credito, in seguito le canzoni vengono rese disponibili sul portale iTunes. Ben presto Secondhand Serenade diventa l'artista indipendente numero 1 su MySpace, guadagnando oltre 20.000 dollari al mese grazie alle vendite del suo album. Viene quindi notato dalla Glassnote Records, con cui firma un contratto discografico nel 2007.

### Firma con la Glassnote Records (2007-2011)
Nel 2007 viene riregistrato e pubblicato dalla Glassnote Records Awake, con due nuove canzoni al suo interno. In supporto all'album vengono organizzati vari tour e alcune partecipazioni a festival internazionali. Nello stesso periodo Vesely viene anche ospitato al talk show Late Night with Conan O'Brien.
Il 5 febbraio 2008 viene pubblicato il secondo album, intitolato A Twist in My Story, anticipato dal primo singolo Fall for You, che ottiene il doppio disco di platino negli Stati Uniti vendendo oltre due milioni di copie. L'album, prodotto dall'ex membro dei Nine Inch Nails Danny Lohner, contiene due tracce (Your Call e Maybe) già presenti nel precedente album e nove tracce inedite. Tutte e undici sono state scritte da Vesely ma registrate con una strumentazione più ampia, discostandosi dallo stile prettamente acustico di Awake. Il titolo dell'album e la scrittura dello stesso è profondamente influenzato dal divorzio tra Vesely e la moglie Candice.

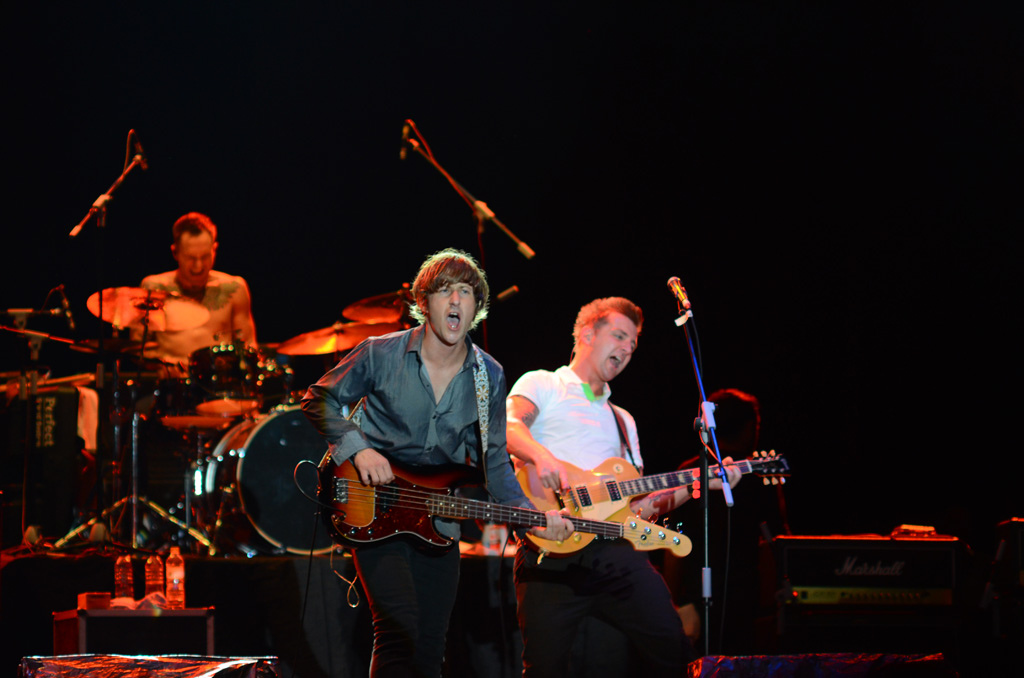
Vesely (a destra) durante un concerto con la sua formazione live nel 2012

Nel 2009 Secondhand Serenade pubblica il suo primo EP live, iTunes Live from SoHo, contenente un'esibizione acustica dell'artista.
Nel 2010 viene pubblicato il terzo album, Hear Me Now, che riesce a superare A Twist in My Story nelle classifiche statunitensi solo nella Hot 100, mentre nelle altre classifiche come l'Alternative e la Rock Albums il primato resta del secondo album. Nonostante il successo commerciale, però, Hear Me Now è  accolto da alcuni critici con più diffidenza rispetto al precedente disco, che lo giudicano come scontato e troppo simile ai precedenti lavori dell'artista.
Il 9 dicembre viene annunciata sul suo sito ufficiale la pubblicazione di una nuova versione di You & I, traccia contenuta nel suo ultimo album, in duetto con la giovane cantante Cady Groves. Il brano è scaricabile gratuitamente tramite l'applicazione SoundHound per iPhone, iPad e Android.
Nel 2011 Secondhand Serenade pubblica il suo primo EP di inediti, Weightless, contenente quattro nuovi brani e la versione acustica di You & I.

### Lavoro indipendente (2012-presente)
Nel 2012 John Vesely decide di abbandonare la Glassnote Records, con cui ha pubblicato tutti i suoi precedenti album, e di cominciare a pubblicare musica in via indipendente. A questo proposito, il 17 giugno annuncia sulla sua pagina Facebook che è in studio di registrazione e sta lavorando a due nuovi album: un remake di A Twist in My Story e il suo nuovo album di inediti. A Naked Twist in My Story viene pubblicato l'11 settembre 2012, contenente tutte le tracce del secondo album riarrangiate in una nuova versione e una traccia inedita, Belong To.
Il 19 febbraio annuncia l'uscita di un nuovo singolo, intitolato Shake It Off, per il 26 febbraio, stessa data in cui inizia il suo tour acustico negli Stati Uniti, che lo tiene impegnato sino al 9 aprile, accompagnato da Veronica Ballestrini e la cantante degli Automatic Loveletter Juliet Simms.
Torna nuovamente in studio a metà aprile 2013 per finire le registrazioni del nuovo album, che vengono completate a fine maggio. Nell'autunno dello stesso anno partecipa insieme a Veronica Ballestrini a uno spot per la nuova Ford Fiesta con in sottofondo il loro brano La La Love, scritto insieme alla cantante statunitense durante il tour acustico tenuto in primavera.
Il 21 febbraio 2014 viene pubblicato il video musicale di Say Something, originariamente degli A Great Big World, reinterpretato con Veronica Ballestrini. Il 22 aprile viene invece pubblicata la sua cover di Counting Stars degli OneRepublic nell'album The Cover Up, pubblicato dalla Destiny Nashville di Brandon Metcalf, insieme a cover di altri artisti indipendenti. A fine agosto, Vesely annuncia che il suo quarto album, intitolato Undefeated, verrà pubblicato il 27 ottobre 2014 indipendentemente.
Nell'aprile 2015 viene pubblicato l'album Blow Up the Moon dei Blues Traveler, in cui Vesely è presente come cantante ospite nel brano The Darkness We All Need e come coautore in Hearts Are Still Alive. Sempre in aprile annuncia le prossime nozze con Veronica Ballestrini, dopo una dichiarazione fatta sul palco. Proprio con la Ballestrini crea, nel novembre dello stesso anno, il duo country The Rebel Roads.
Nonostante gli impegni sia dal vivo che in studio con il nuovo progetto, il 14 aprile 2016 Vesely annuncia di essere al lavoro su un nuovo album acustico, che si rivela essere una rimasterizzazione del suo album di debutto Awake in occasione del decennale dalla sua pubblicazione per la Glassnote, con l'aggiunta di alcune tracce inedite e pubblicato il 10 febbraio 2017. Di queste tracce inedite, il brano Lost è stato pubblicato dalla Glassnote come singolo in una nuova versione il 29 settembre 2017.
Nel 2019 vengono pubblicati i singoli inediti Find Somebody Else, Edge of a Riot e Not Enough, tutti pubblicati indipendentemente. L'11 ottobre 2021 viene pubblicato il singolo One.
Per tutto novembre e nel dicembre 2021 Vesely torna a esibirsi dal vivo con una formazione completa per un tour da headliner negli Stati Uniti.
Mentre a novembre 2022 e nel febbraio 2023 è headliner di un breve tour da headliner in Indonesia, sia nell'estate 2022 che nel 2023 partecipa a diversi festival statunitensi come Utah Is for Lovers e Emo Nite. Dal 26 febbraio al 1º marzo 2024 partecipa all'Emo's Not Dead Cruise, una crociera durante il quale si esibisce in concerto insieme ad altri artisti come Yellowcard, Sleeping with Sirens e Mayday Parade.

## Vita privata
Sino al 2008 John Vesely è stato sposato con Candice, dalla quale ha avuto due figli, che dopo il divorzio sono stati affidati alla donna. Il 1º aprile 2017 si sposa per la seconda volta, convolando a nozze con la cantante statunitense Veronica Ballestrini, alla quale era sentimentalmente legato da diversi anni. La coppia annuncia la nascita del loro primogenito, Fender John Vesely, il 20 ottobre 2022.

## Discografia

### Album in studio
- 2005 – Awake
- 2008 – A Twist in My Story
- 2010 – Hear Me Now
- 2014 – Undefeated

### Album remix
- 2012 – A Naked Twist in My Story

## Formazione dal vivo
Attuale
- John Vesely – voce, chitarra elettrica e acustica, pianoforte, tastiera
- Veronica Ballestrini – voce (2013-presente)
- Wil Garrett – chitarra elettrica e acustica (2021, 2023-presente)

Ex componenti
- Ross Webb – batteria (2021-presente)
- Adam Flöhmeyer – chitarra elettrica (2014-2015)
- Lukas Vesely – basso, tastiera, cori (2008-2012, 2014-2015)
- Jon Wilkes – batteria (2012, 2014-2015)
- Ryan Cook – chitarra solista, cori (2009-2012)
- Alexander Seier – chitarra solista, cori (2008)
- Ken Mirrione – chitarra solista (2008)
- Steve Shebby – basso (2010)
- John Harvey – basso (2008-2009)
- Tom Breyfogle – batteria (2008-2011)